# Алава (Молдова)
Алава (рум. Alava) — село в Штефан-Водском районе Молдавии. Является административным центром коммуны Алава, включающей также село Лазо.

## География
Село расположено на высоте 153 метра над уровнем моря.

## История
До 1947 г. носило название Якобсталь.

## Население
По данным переписи населения 2004 года, в селе Алава проживает 381 человек (192 мужчины, 189 женщин).
Этнический состав села:
| Национальность | Число жителей | Процентный состав |
| -------------- | ------------- | ----------------- |
| молдаване      | 212           | 55,64             |
| украинцы       | 135           | 35,43             |
| русские        | 24            | 6,3               |
| гагаузы        | 5             | 1,31              |
| румыны         | 4             | 1,05              |
| прочие         | 1             | 0,26              |
| Всего          | 381           | 100 %             |